# 熊島群島
70°52′N 161°26′E / 70.867°N 161.433°E

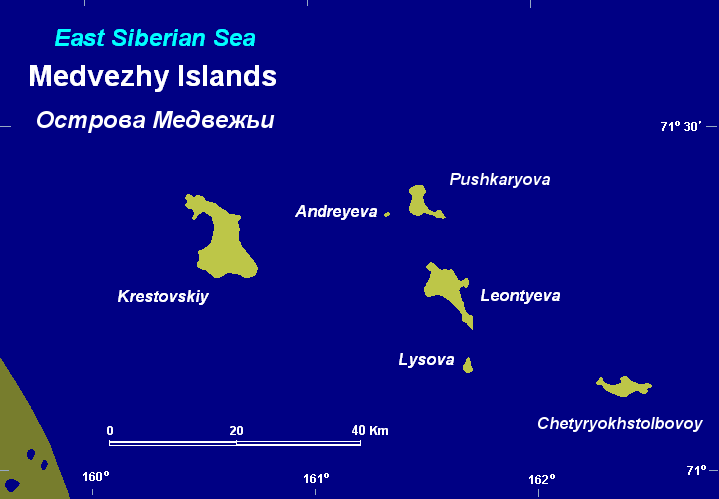

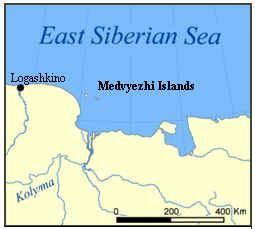

熊島群島（俄语：Медвежьи острова）是俄羅斯的群島，位於東西伯利亞海的科雷馬灣西端，距離科雷馬河口約100公里，行政方面由薩哈共和國負責管轄，由6個島嶼組成，總土地面積約60平方公里。国立自然禁护区“熊岛群岛”（Государственный природный заповедник "Медвежьи острова"）重要组成部分。

## 外部連結
- Geography （页面存档备份，存于）
- The Arctic Ocean Hydrographic Expedition 1910-1915
- Albert Hastings Markham. Arctic Exploration, 1895